# 1895 no cinema
A primeira sessão pública de cinema ocorreu em 28 de dezembro e tinha uma duração de 40 minutos. Ocorreu no salão indiano Grand Café de Paris, e o ingresso custava um franco. A apresentação foi organizada pelos irmãos Auguste e Louis Jean Lumière, eram planejados dez filmes de três a quatro minutos.

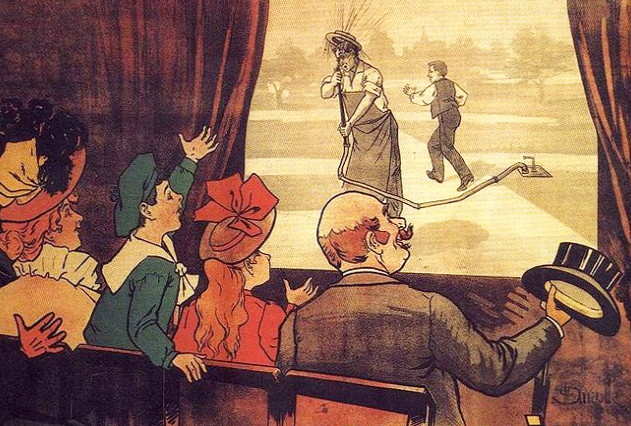
Poster da apresentações do filme "O Regador Regado", quarto filme dos irmãos Lumière.

## Principais filmes produzidos
- [2]Annabelle Serpentine Dance, de  William K.L. Dickson e William Heise, estrelando Annabelle Moore
- [3]O Almoço do Bebê, de Louis Lumière, estrelando Auguste Lumière, Mrs. Auguste Lumière, Andrée Lumière
- [4]Das Boxende Känguruh, de Max Skladanowsky
- [5]O Regador Regado, de Louis Lumière, estrelando François Clerc, Benoît Duval
- [6]A Saída dos Operários da Fábrica Lumière, de Louis Lumière
- [7]The Execution of Mary Stuart, de Alfred Clark, estrelando Mrs. Robert L. Thomas

## Nascimentos
- 7 de Fevereiro - Anita Stewart, atriz e diretora americana (morta em 1961)
- 27 de Março - Betty Schade, Alemã, atriz americana (morta em 1982)
- 7 de Abril - Margarete Schön, Atriz alemã (morta em 1985)
- 6 de Maio - Rudolph Valentino, Ator italiano (morto em 1926)
- 25 de Julho - Ingeborg Spangsfeldt, Atriz dinamarquesa (morta em 1968)